# جون ماتلوك الابن
جاك فوست ماتلوك الابن (وُلد في 1 أكتوبر 1929) هو سفير أمريكي سابق وموظف في وزارة الخارجية ومعلم ومؤرخ ولغوي. كان متخصصًا في الشؤون السوفيتية خلال بعض أكثر سنوات الحرب الباردة اضطرابًا، وشغل منصب سفير الولايات المتحدة لدى الاتحاد السوفيتي من عام 1987 إلى عام 1991.
أصبح ماتلوك مهتمًا بروسيا عندما كان طالبًا جامعيًا في جامعة ديوك، وبعد دراسته في جامعة كولومبيا وعمل كمدرس للغة الروسية في كلية دارتموث، التحق بوزارة الخارجية في عام 1956. قضى معظم مسيرته المهنية التي امتدت 35 عامًا في فترة الحرب الباردة بين الاتحاد السوفيتي والولايات المتحدة. كانت مهمته الأولى إلى موسكو في عام 1961، ومن السفارة هناك شهد أزمة الصواريخ الكوبية عام 1962، وساعد على ترجمة الرسائل الدبلوماسية بين القادة. في العام التالي، عُيِّن في غرب إفريقيا، وخدم لاحقًا في شرق إفريقيا، خلال فترة ما بعد الاستعمار التي شهدت تنافس القوى العظمى.
في بداية الانفراج، كان مديرًا للشؤون السوفيتية في وزارة الخارجية، وبدأ بالمشاركة في اجتماعات القمة بين القادة، وحضر في نهاية المطاف جميع القمم الأمريكية السوفيتية التي عقدت في فترة العشرين عامًا 1972-1991 باستثناء واحدة. عاد ماتلوك إلى موسكو عام 1974، وعمل في المركز الثاني في السفارة لمدة أربع سنوات. أنهى الغزو السوفيتي لأفغانستان في أوائل عام 1980 فترة انخفاض التوترات. عُيِّن ماتلوك في موسكو مرة أخرى في عام 1981 كسفير بالنيابة خلال الجزء الأول من رئاسة رونالد ريغان. عينه ريغان سفيرًا في تشيكوسلوفاكيا وطلب منه فيما بعد العودة إلى واشنطن في عام 1983 للعمل في مجلس الأمن القومي، مع تكليفه بوضع استراتيجية تفاوضية لإنهاء سباق التسلح. عندما أصبح ميخائيل غورباتشوف زعيم الاتحاد السوفيتي عام 1985، استؤنفت مفاوضات الأسلحة واجتماعات القمة. عُيّن ماتلوك سفيرًا في الاتحاد السوفيتي في عام 1987 وشهد السنوات الأخيرة من الاتحاد السوفيتي قبل تقاعده من الخدمة الخارجية في عام 1991.
بعد تركه للخدمة الخارجية، كتب تقريرًا عن نهاية الاتحاد السوفيتي بعنوان «تشريح جثة إمبراطورية»، تلاه وصفًا لنهاية الحرب الباردة بعنوان ريغان وغورباتشوف: كيف انتهت الحرب الباردة، مؤسسًا سمعته باعتباره مؤرخ. انضم إلى هيئة التدريس في معهد الدراسات المتقدمة واستمر في تدريس الدبلوماسية في العديد من كليات نيو إنجلاند. في عام 1998، انتُخب ماتلوك في الجمعية الفلسفية الأمريكية. يعيش في برينستون، نيو جيرسي.

## سيرة شخصية
ولد جاك ماتلوك عام 1929 في جرينسبورو بولاية نورث كارولينا، وتخرج من مدرسة جرينسبورو الثانوية العليا عام 1946، تزوج من ريبيكا بوروم عام 1949، وتخرج بامتياز مع مرتبة الشرف من جامعة ديوك عام 1950، وحصل لاحقًا على درجة الماجستير من جامعة كولومبيا. في عام 1952. درَّس اللغة الروسية وآدابها في كلية دارتموث من 1953 إلى 1956.
انضم إلى السلك الدبلوماسي عام 1956، وعمل في فيينا، وغارمش-بارتنكيرشن، وموسكو، وأكرا، وزنجبار، ودار السلام. كان مديرًا للشؤون السوفيتية في وزارة الخارجية (1971-1974)، ودبلوماسيًا مقيمًا في جامعة فاندربيلت (1978-1979)، ونائب مدير معهد الخدمة الخارجية (1979-1980). شغل منصب سفير الولايات المتحدة في تشيكوسلوفاكيا (1981-1983) ومساعدًا خاصًا للرئيس لشؤون الأمن القومي ومديرًا أول للشؤون الأوروبية والسوفيتية في مجلس الأمن القومي (1983-1986). يتقن التشيكية والفرنسية والألمانية والروسية والسواحيلية.
اختاهر الرئيس الأمريكي رونالد ريغان لمنصب السفير لدى الاتحاد السوفيتي، حيث خدم من 1987 إلى 1991. وكانت جولاته السابقة في موسكو نائب قنصل وسكرتير ثالث (1961-1963)، وزير مستشار ونائب رئيس البعثة (1974- 1978) والقائم بالأعمال المؤقت (1981).
بعد تقاعده من السلك الدبلوماسي عام 1991، عاد ماتلوك إلى العالم الأكاديمي، وأصبح أستاذ كرسي كاثرين وشيلبي كولوم ديفيس لممارسة الدبلوماسية الدولية في كولومبيا. بعد خمس سنوات في هذا المنصب، انتقل إلى معهد الدراسات المتقدمة في برينستون، نيو جيرسي، حيث كان أستاذًا كرسي جورج ف. كينان من عام 1996 إلى عام 2001. شغل ماتلوك مناصب زائر في مدرسة وودرو ويلسون للشؤون العامة والدولية في جامعة برينستون، في كلية هاميلتون، في كلية جامعة كولومبيا للشؤون الدولية والعامة وكلية ماونت هوليوك. حصل على الدكتوراه الفخرية من كلية جرينسبورو وكلية أولبرايت وكلية كونيتيكت. أكمل ماتلوك أطروحته وحصل على الدكتوراه. من كلية الدراسات العليا للفنون والعلوم بجامعة كولومبيا في حفل التخرج في 22 مايو 2013. 
لدى جاك وريبيكا ماتلوك معًا خمسة أطفال وثلاثة أحفاد. في السنوات الأخيرة، قسموا وقتهم بين منزل في برينستون ومزرعة عائلتها في بونفيل، تينيسي. توفيت ريبيكا عام 2019 وتزوج جاك بعد ذلك من غريس باليوناس أوستن.

## الافتتان بروسيا
حسب روايته الخاصة، أصبح ماتلوك مفتونًا بروسيا بعد أن قرأ دوستويفسكي كطالب جامعي في جامعة ديوك. ذهب لدراسة اللغة الروسية ودراسات المنطقة في المعهد الروسي بجامعة كولومبيا، وأصبح مقتنعًا بأن التحدي الرئيسي للدبلوماسية الأمريكية في فترة ما بعد الحرب العالمية الثانية سيكون التعامل مع الاتحاد السوفيتي. بعد تعيينه عام 1953 في منصب مدرس اللغة الروسية في كلية دارتموث، استكمل دخله من خلال إعداد فهرس لأعمال جوزيف ستالين التي جُمعت بموجب عقد مع وزارة الخارجية. نظرًا لأن الاتحاد السوفيتي كان مجتمعًا مغلقًا عام 1956، فقد قرر أن أفضل فرصة له للتعرف على روسيا هي الانضمام إلى السلك الدبلوماسي وأن يصبح دبلوماسيًا. كان هدفه الوظيفي النهائي واضحًا منذ البداية:
«... عندما دخلت السلك الدبلوماسي، صدمت الكثير من الناس بما بدا أنه طموح مفرط عندما سألوا ماذا تريد من الخدمة الخارجية؟ قلت بصراحة: أريد أن أكون السفير الأمريكي لدى الاتحاد السوفيتي».

## موسكو: سكرتير ثالث
بعد جولة في فيينا والنمسا والتدريب على اللغة الروسية في المعهد الروسي للجيش الأمريكي في أوبراميرغاو، وصل ماتلوك إلى موسكو لأول مرة عام 1961. وفي البداية كان نائبًا للقنصل، التقى ماتلوك بأفراد يسعون إلى زيارة الولايات المتحدة أو الهجرة إليها. كانت أكثر حالاته شهرة هي لي هارفي أوزوالد، الذي تقدم بطلب للحصول على قرض للعودة إلى الولايات المتحدة بعد انتقاله سابقًا إلى الاتحاد السوفيتي. في الواقع، وفقًا للسجلات التي تلقتها لجنة وارن، في مايو 1962، أجرى جاك ماتلوك مقابلة الخروج التي مكنت عائلة أوزوالد من مغادرة الاتحاد السوفيتي والعودة إلى الولايات المتحدة.
بعد عام، رُقيَّ ماتلوك إلى سكرتير ثالث في القسم السياسي. السياسة الخارجية الأمريكية فيما يتعلق بالاتحاد السوفيتي، والمعروفة بالاحتواء، توضحت في عام 1947 من قبل جورج ف. كينان، الذي أصبح فيما بعد صديقًا جيدًا لماتلوك. كانت السياسة الأمريكية في الأساس هي احتواء انتشار الشيوعية، على أمل أنها ستنهار في النهاية من التناقضات الداخلية. هذا لم يمنع المناقشات بين القوى العظمى. في يونيو 1961، التقى الرئيس جون كينيدي والسكرتير الأول نيكيتا خروتشوف في فيينا، وفي ديسمبر وافقت الجمعية العامة للأمم المتحدة على مشروع قرار مشترك بشأن مبادئ التفاوض بشأن نزع السلاح. وشهدت هذه الفترة أيضًا بدايات التبادل الثقافي بين الولايات المتحدة والاتحاد السوفيتي، ولا سيما زيارة الشاعر روبرت فروست إلى موسكو.
اختُبرت سياسة الاحتواء خلال أزمة الصواريخ الكوبية في أكتوبر 1962. ترجم ماتلوك مع ريتشارد ديفيز وهربرت أوكون الاتصالات بين الرئيس جون كينيدي ونيكيتا خروتشوف.